# 新SD戰國傳 超機動大將軍篇
超機動大將軍篇是「SD戰國傳 七人之超將軍篇」的續集，屬BANDAISD戰國傳系列BB戰士模型的第7作，全系列共推出11盒模型。漫畫標題為『新武者高達 超機動大將軍』，由神田正宏執筆。
「超機動大將軍篇」可說是集前作之大成：「地上最強篇」的異國武者、「傳說之大將軍篇」的「三烈神」、「七人超將軍篇」的巨大武者，在本篇均有出現。而且9成的BB戰士原型均來自機動武鬥傳G鋼彈
相對「七人超將軍篇」與其他篇章的模型互動，「超機動大將軍篇」相對聚焦於本章內角色間的互動性。這方面尤其於巨大武者中特別明顯。例如鋼丸及天鎧王，均有配件予「鬥霸五人眾」。
而本篇章終極角色為「魔星/霸道大將軍」及「超機動大將軍」，雖然名目為大將軍對決大將軍，實際上前者名號僅為自封的霸道大將軍，後者更只是機動兵器（這邊的說法並不妥，因為魔星奪取天鎧王之後，便可使用天鎧王的魔力，跟大將軍的力量相比，有過之而無不及；而超機動大將軍「鎧甲」，並不只是單純的兵器，擁有神之力以及自主靈魂，甚至可以變成機動天空城以及機動鋼人）。主角號斗丸，只是「超機動大將軍」控制者，並無繼任成大將軍，為SD戰國傳首例。「大將軍」由集力量與權力於一身的武者角色，變成純力量象徵。影響日後「武神輝羅鋼」及「刕霸大將軍」。
本作的點題角色、故事中最後一款模型「超機動大將軍」，時至今日仍然是BB戰士模型系列中，體積最高的商品化角色，同時也是首次引入「IMR」技術，將電鍍彩圖製成覆膜，再壓印在模型零件上，最後變成「輝羅鋼之翼」。後作「武神輝羅鋼」更是以此技術，為主要角色的零件上色。

## 故事大要
時間是前次大戰後十多年，昔日駕駛大鋼，迎擊闇魔神吏偶遮光的舞威丸，向超將軍爆流學藝，成為「武者號斗丸」。天宮在頑駄無軍團大將軍，號斗丸兄長飛驅鳥大將軍治理下步入盛世， 但被稱為明君的飛驅鳥大將軍半年前突然性情大變，人民受暴政壓逼，天宮之國日益敗壞。為查明原因，號斗丸便與爆流製作的鐵機武者兼好友、鐵機武者鋼丸，向大將軍所在地——烈帝城進發。重逢的飛驅鳥大將軍判若兩人，更下令通緝親弟弟號斗丸。
號斗丸得神秘人（實體為化身武零斗的飛驅鳥）指示與鋼丸同往俄雲亂土，路上分別遇到來自異國的輝龍、真紅主、鷺主及冒流刀，並成為同伴。

## 角色介紹

### 鬥霸五人眾
武者號斗丸 （GF13-017NJII God Gundam）
| 地位：       | 爆流頑駄無所承認的武者                                                                   |          |                                    |
| 流派：       | 翼心鐵劍流（與兄長飛驅鳥相同的流派「翼心一刀流」，加上爆流「機陣鐵劍流」而成的獨特流派） |          |                                    |
| 愛用的武器:  | 爆烈刀（左）、熱破刀（右）、石破天驚劍（明鏡止水）                                       | 必殺技： | 熱火爆輪斬，鳳炎水凰斬（炎水境地） |
| 喜歡的事物： | 閱讀外國的書籍                                                                           |          |                                    |
| 討厭的事物： | 多嘴的人                                                                                 |          |                                    |

飛驅鳥大將軍之弟、（舞威丸）的新型態、爆流頑駄無所承認的武者，自小天資聰穎，已被稱為「破惡民我夢的神童」，個性文靜沉實，對自己的力量有少許過份自信，有時遇上強者，或遭受教訓。
關於肩膀的文字，除官方登場的「爆熱」與「鳳凰」（附於武零斗模型內）外，還可使用轉生貼紙，追加「疾風」、「水勢」、「雷光」、「火炎」及「無敵」五種形態，合共七種號斗丸。
此外，亦可裝備武零斗、羽荒斗的角飾及「石破天驚劍」，變成最終形態。
2014年動畫高達創戰者TRY中，成為主角神木世界首部組裝模型。
 輝龍頑駄無（GF13-011NC Dragon Gundam）
| 地位：       | 「龍牙一族」後裔，蒼龍頑駄無的外甥           |          |        |
| 流派：       | 超龍拳法                                     |          |        |
| 愛用的武器:  | 雙龍牙、旋風棍（兩者合體成為「旋風龍牙戟」） | 必殺技： | 超龍擊 |
| 喜歡的事物： | 決鬥                                         |          |        |
| 討厭的事物： | -                                            |          |        |

蒼龍頑馱無的外甥（SD戰國傳 地上最強篇有關蒼龍頑馱無未進化版本「青龍頑馱無」的設定中，曾經提到龍牙一族在黃虎賊作亂時已經全滅，只剩下青龍一人。但何以本作又會出現外甥輝龍頑馱無，原因不明。），性格任性活躍。單行本所載，輝龍是由於在殿前比武後，白龍大帝以天宮有更多強者可以挑戰為由，鼓動其離開影舞亂夢（實際上是白龍大帝察覺到天宮之國出現危機，表面上鼓勵輝龍主動前往，實際上是期望他可以在需要時作為支援協助。）
在號斗丸與鋼丸逃出烈帝城時，與兩人相遇，故意留難兩人以獲得決鬥機會，結果號斗丸應戰，兩人不分勝負，更成為惺惺相惜的好對手，令輝龍成為號斗丸一行的首位同伴。
後來為順利抵達俄雲亂土，尋找解救天宮之國的方法，號斗丸決定兵分兩路，鋼丸與輝龍為一組，自己則隻身前往。兩人遭遇序武留追捕，鋼丸更身中封印炮無法活動，與序武留手下真紅主交手又不相上下，一度陷入困局。最後序武留急於立功，無視真紅主未脫離戰場便不分敵我進行炮擊，令真紅主震怒，繼而使出必殺技救走兩人。天鎧王覺醒後，被挑選成為繼承「火炎天」的「鬥霸五人眾」成員。
 武者真紅主 （GF13-006NA Gundam Maxter）
| 地位：       | 鐵斗羅頑駄無所承認的武者 |          |             |
| 流派：       | 牙忍隱影流               |          |             |
| 愛用的武器:  | 雷Blade、Twin Pulsar     | 必殺技： | Magnum Rash |
| 喜歡的事物： | 女孩                     |          |             |
| 討厭的事物： | 壞人                     |          |             |

真紅主來自異國（即是古代的SD司令戰記G-Arms發生的故事舞臺麥哲倫大陸），因為仰慕大將軍而來到天宮之國，在鐵斗羅門下成為弟子，同時獲授予紅鐵之鎧為證明。隸屬序武留隊旗下，最初隨同隊長追捕輝龍及鋼丸，後來因為序武留不分敵我的攻擊而被激怒，繼而脫離頑馱無軍團。天鎧王覺醒後，被挑選成為繼承「風天王」的「鬥霸五人眾」成員。
 武者鷺主 （GF13-009NF Gundam Rose）
| 地位：       | 飛驅鳥大將軍承認的異國武者 |          |             |
| 流派：       | Guild Lance 派             |          |             |
| 愛用的武器:  | 朱麗牙、白鷺之劍           | 必殺技： | Final Slash |
| 喜歡的事物： | 美麗的東西，特別是花       |          |             |
| 討厭的事物： | 損害尊嚴的事物             |          |             |

拉古羅亞出身，獲得帝皇高達2世（King Gundam II）承認，成為騎士，同時獲授予「白鷺之劍」。一次出海途中遇到暴風雨，後來被飛驅鳥大將軍所救。此後便定居於此，為大將軍效力。曾經一度追擊號斗丸等人，後來成為同伴。天鎧王覺醒後，被挑選成為繼承「林天王」的「鬥霸五人眾」成員。
 武者冒流刀 （GF13-013NR Bolt Gundam）
| 地位：       | 飛驅鳥大將軍承認的異國武者             |
| 流派：       | Boltlander流                           |
| 愛用的武器:  | ignhtening Anchor、Lignhtening Breaker |
| 必殺技：     | Lignhtening Tornado                    |
| 喜歡的事物： | 鯨魚肉（從前經常吃）                   |
| 討厭的事物： | 討厭昆蟲（從前沒見過）                 |

來自某個己滅亡的異國，後來到達天宮之國進行修煉，在大將軍殿前比武後勝出，成為飛驅鳥大將軍所承認的武者，出於知遇之恩而效力旗下。是一名怪力無雙的博學之士，擔當守衛首都烈帝城的將領，曾經為捉拿號斗丸，與之對決。後來漸漸明白到大將軍已不同往昔，便加入號斗丸一行成為同伴。天鎧王覺醒後，被挑選成為繼承「光山天」的「鬥霸五人眾」成員。

### 新三烈神
武零斗頑馱無（GF13-021NG Gundam Spiegel）
| 地位：       | 「武零斗忍軍」首領 |
| 流派：       | 我流               |
| 愛用的武器:  | 飛影劍             |
| 必殺技：     | 九寶零光斬         |
| 喜歡的事物： |                    |
| 討厭的事物： |                    |

本名「彗月」，隱密副將軍（烈破）之子。出身忍術世家，卻充滿正義感。後來繼承父親忍軍，成為「武零斗忍軍」，猶如影子一般守護天宮。
魔星以石化之術施予飛驅鳥大將軍時，將其救出。飛驅鳥為隱藏身份，化身成武零斗。而武零斗自己，則留守天宮。
部下有彗心（GF13-052NT Minaret Gundam）、「雷姬」彗蓮（JMF1336R Rising Gundam）。其中彗蓮更是一直暗戀武零斗。
武零斗（飛驅鳥）
被魔星施佞石化之術的飛驅鳥大將軍，在千鈞一髮之際被武零斗救出，最後只有鎧甲被石化。失去鎧甲力量、身體虛弱的飛驅鳥，穿上武零斗的鎧甲，沿途暗中幫助號斗丸眾人。
羽荒斗頑馱無(XXXG-0W1 Wing Gundam)
天宮的武者。真正的身份為劍聖副將軍(烈空)之子。

### 其他同伴
鐵機武者鋼丸（MSZ-008 Z II）
| 地位：       | 爆流頑駄無製造的武者、一號機（零號機為爆進丸）   |
| 流派：       | 機陣鐵劍流                                       |
| 愛用的武器:  | 名刀．鋼烈、大目牙閃光銃、回轉機關炮、光亂散破天 |
| 必殺技：     | 暴走                                             |
| 喜歡的事物： | 油（能量來源）                                   |
| 討厭的事物： | 水（會生鏽）                                     |

七人超將軍之一爆流頑馱無，在大戰後參考機動武者大鋼，設計並製作鐵機武者零號機（後來的鐵機武者爆進丸）。然而由於鐵機心得未盡完善，令零號機變得冷漠、毫無感情。由於技術問題未被解決，爆流乃以零號機為藍本，製作改修版本、擁有人格的一號機，即是「鐵機武者鋼丸」。由於號斗丸跟隨爆流習武，所以與鋼丸亦成為好友。
得知天宮之國逐漸變質的號斗丸，為尋找兄長飛驅鳥大將軍，決定前往「烈帝城」。鋼丸亦隨同前行。然而鋼丸眼見武者熱呂宗為求打敗自己及號斗丸，罔顧平民性命，胡亂開火，頓時怒火衝天，變成失去意識的「金剛鋼丸型態」，開始不分敵我，到處破壞。最後要由飛驅鳥暗中使出「雙燕龍捲返」才能制止。
為逃避追捕，兩人決定離開烈帝城，並於中途遇到影舞亂夢使者「輝龍頑馱無」。輝龍與號斗丸，不打不相識，最後更加入成為同伴。但為免被一網成擒，號斗丸決定兵分兩路，前往「俄雲亂土」，鋼丸與輝龍結成一隊，號斗丸則獨自前往。
鋼丸與輝龍兩人正在前往中途，遭遇前來追捕的武者序武留及異國武者、武者真紅主。汲取烈帝城中，鋼丸暴走的教訓，序武留指示下屬，發射「封印砲」，令鋼丸不能行動。輝龍只好獨自與真紅主交手。然而為求目的、不擇手段的序武留，竟無視同伴真紅主，指示下屬向兩人發炮。真紅主憤而反抗。最後亦背叛頑馱無軍團，成為鋼丸與輝龍的同伴。
幾經艱辛，眾人終於到達傳說之地、「俄雲亂土」。然而，正在等待眾人的，竟然是操縱頑馱無軍團的副將軍——魔星頑馱無。魔星與下屬「三羅將」、以及下忍兵團。群起而攻。
這個時候，化身成頑馱無頭像的傳說兵器「機動武神天鎧王」，破土而出，更變成巨大機動武者。天鎧王將五件光之鎧授予號斗丸等人，進化成「鬥霸五人眾」，鋼丸亦在有自我意識下，變身成金剛鋼丸。為阻止企圖令「魔界之門」再次打開的魔星，天鎧王發動力量，將眾人傳送回烈帝城。
眾人回到烈帝城，魔星亦變身成「魔星大將軍」。天鎧王變身成「魔封型態」，試圖封住已打開的「魔界之門」，然而魔星為阻止其成功，竟與天鎧王合體，變成「霸道大將軍」，戰況急轉直下。
眼見情況堪憂，天界使者羽荒斗，只好召來「超機動大將軍」，以扭轉戰局。由號斗丸操縱的「超機動大將軍」，一拳重創由三羅將化身而成的「風雲再起」。然而「風雲再起」仍不死心，在超機動大將軍背後發射最後一擊。鋼丸為保護好友，以身體抵擋攻擊而大破。
「魔星之亂」後，爆流將鋼丸殘骸回收，開始修復工程。同時，亦將爆進丸完成，爆進丸隨之踏上尋找「心」的修行。
除了變形，鋼丸亦可分體成鬥霸五人眾武裝：目牙走機．零零八式（零零八來自鋼丸原型機Z-II編號MSZ-008）、聖天馬、爆炎龍炮、大目牙閃光銃、光亂散破天。
農鈴頑馱無（GF13-050NSW Nobel Gundam）
神田正宏漫畫中原創角色、赤流火穩公主（相信亦是轟炎王29位姊姊其中一位。）。作為交流生到天宮學習，中途卻被魔星綁架，企圖威脅赤流火穩國主阿修羅王讓出國家。後來成功逃脫，並加入號斗丸一行人。對號斗丸懷有好感。

### 天空武人的使者
機動武神天鎧王 （機動武神天鎧王、魔封形態：RX-105 Ξ Gundam /神顏形態：JDG009X Devil Gundam）
傳說在太古時代，天空武人遺留地上的機動武神。魔物橫行的時代，曾使用「輝道天鎧炮」將大地化成火海。在天宮北方的俄雲亂土以神顏形態被封印。甦醒後，把神具授予號斗丸眾人，使他們成為鬥霸五人眾。可變身成封印黑暗力量的魔封形態及超戰鬥形態·機動武神。然而，在烈帝城攻防戰中變身成為「魔封型態」以封印魔界之門的時候，由於力量幾乎全部使用在封印之上，防禦能力大幅下降，因此被魔星大將軍以魔力附身控制，成為霸道大將軍的一部分。
其背部裝備的是天界三武將（分別是「天的神具」、「雷激劍」、「地寶輪」）與傳說的四天王（分別是「炎的神具」、「龍的神具」、「隼的神具」、「光的神具」）所集結共七種之傳說的神具完全武裝合體。
號斗丸與魔星失蹤後，與羽荒斗一同將烈帝城地底的「魔界之門」封印，最後再變回石像，繼續沉睡。
據說火炎之馱舞留精太修復大鋼時，亦曾參考天鎧王「封魔型態」設計，追加「剛鋼型態」。
「神顏型態」的巨大頭像變成巨大機動武神，是來自「魔動王」中魔動神的同類設計。而機動武神型態必殺型態「輝道天鎧炮」（集結天.雷.地與風.林.火.山的力量）及基本用色設計，則來自「冥王計劃志雷馬」中主角機「天之志雷馬」。
 羽荒斗頑駄無 （Wing Gundam）
羽荒斗是天空武人的使者。所屬流派為天武一刀流，愛用武器是神刀·大鳳太刀，必殺技為一刀兩斷魔破斬。他喜歡傳說中的武人，討厭任意妄為的人。為人有強烈的使命感，所以討厭不合理的事。
原為天宮的武者，劍聖副將軍（流星）的兒子。師從天空武人使者·久樓主（Cross），後繼任為天空武人使者，成為羽荒斗頑駄無。擁有絕對強大的力量，輕輕舉手就擋下霸道大將軍的攻擊，但遵守天界的規矩「天界的人不可直接干預地上的事件」，無直接參與戰鬥。在與魔星大將軍的最終決戰中，召喚機動天空城交給號斗丸，把天宮的未來交付他。
 超機動大將軍（GF13-017NJII God Gundam/天光鳳凰：God Gundam core rider）
傳說中曾拯救天空的武人，是天空武人的遺產之一。傳說在太古之初，魔物令世界被黑暗覆蓋，天空降下城堡封印魔物。這座機動天空城，本身就擁有天帝力量的巨大鎧甲，據說只要穿上這鎧甲，就能擁有等同神的力量。要穿上這鎧甲，得在心．技．體三方面都達極致，與符合條件的人合體，可變身成超機動大將軍。若是沒有人穿上鎧甲，天空城則會變身成機動鋼人形態，以自己的意志對抗邪惡。合資格穿鎧甲的武者，拿起武器天鳳劍及大目牙鳳凰砲時，可發揮絕大的威力。（文譯自武者英雄譚）

### 魔星軍團
- 魔星頑馱無（GF13-001NHII Master Gundam）/魔星大將軍（Grand Master Gundam）/霸道大將軍（Grand Master Gundam + Devil Gundam）/輕裝形態（GF12-035NH/GF13-001NH Kowloon Gundam）

轟天頑馱無之弟。對其兄長將管治天宮的權力交託予新世大將軍，卻不託付予他，心懷不忿。深謀遠慮，處事冷靜沉慎。為開啟封印於烈帝城地下的「魔界之門」，企圖釋放魔物佔領整個天宮之國，魔星更以「石化之術」將「飛驅鳥大將軍」變成石像（其實是盔甲迦樓羅鳳凰），自己則自封為副將軍，把持朝政。為鞏固統治，更提拔一批心術不正的武者，到處胡作非為。同時，亦以攝政者身份，蒙騙一夥懷有正義心靈的武者，協助自己打擊異己，包括大將軍之弟、武者號斗丸。雖然如此，魔星卻在實行奪權陰謀之際，對飛驅鳥大將軍幼子、當時仍在襁褓中的武威之助手下留情，更將之收為養子。蒙在鼓裡的武威之助，視魔星為親生父親。因此在戰後對平定魔星之亂的頑馱無軍團相當痛恨，決心為魔星報殺父之仇，埋下十五年後百鬼夜行眾之亂的伏線。
平時以斗蓬姿態出現，掩飾其邪惡本質。一旦將斗蓬打開，就會性情大變。
在號斗丸前往「俄雲亂土」時，親自迎擊，更召來「三羅將」及「下忍軍團」加入戰團。然而天鎧王甦醒，並賦予號斗丸等人新力量，成為「鬥霸五人眾」。魔星見狀，決定留下「下忍軍團」拖延眾人，自己則先行前往烈帝城，解開「魔界之門」封印，受到「鬥霸五人眾」阻撓，後來同天鎧王強行融合，成為霸道大將軍，同號斗丸之戰後生死不明。（在魔星解開魔界之門封印期間，七人超將軍時期被消滅肉身的闇邪神吏偶遮光，乘機逃回地面，更附身於魔女御麗，成為「邪麗」，繼而利用武威之助（新凰）對頑馱無軍團的積怨，引發十五年後百鬼夜行眾與頑馱無軍團的惡鬥。）
在超機動大將軍篇與武神輝羅鋼篇中間的故事「機動武者大戰」中。以魔星頑馱無身份出現，以本來正氣之相幫助天宮一行人。
最後在光之變幻篇，因對大將軍地位的野心還在，而再次登場，最後被當作天魔大帝復活的祭品而被殺害。
武器﹕天劍絕刀
必殺技﹕邪黑霸道爆滅破
- 合身羅將風雲再起（Fuunsaiki + Grand Master Gundam）

「三羅將」合體型態。集天國途的速度、愚嵐怒的怪力及宇折墮的頭腦於一身，不論在陸海空都能自由驅馳。加上魔星騎，更能發揮最大力量。
羅將·天國途（Gundam Heaven's Sword/天劍絕刀）
「三羅將」之一的「空羅將」，性格極之執著，對獵物決不放過，使之避無可避。
必殺為「地獄擊」，變成「空羅將型態」將敵人刺穿。
羅將·宇折墮（Walter Gundam/笑傲江湖）
「三羅將」之一的「海羅將」，三羅將中猶如策士的行動派。擅長海中戰。
必殺為「震海擊」，變成「海羅將型態」向敵人發動衝擊波。
羅將·愚嵐怒（Grand Gundam/獅王爭霸）
「三羅將」之一的「獸羅將」，作戰事傍若無人，會不分敵我地攻擊的危險人物。
必殺為「雷光擊」，變成「獸羅將型態」朝敵人突襲。
- 武者熱呂宗（GF13-055NI Neros Gundam）

魔星軍團武者，個性卑鄙殘忍，漠視人命。負責烈帝城保安工作。號斗丸潛入烈帝城時，予以迎擊。然而由於攻擊波及平民，卻挑起鋼丸勃然大怒，變成「金剛武者鋼丸」大肆破壞。
模型說明書中，最後去向不明。神田版漫畫中，最後被號斗丸所殺。
武志（JMS60 Busshi）
魔星軍團雜兵。
- 武者序武留（GF13-003NEL John Bull Gundam）

魔星軍團武者、善用狙擊鎗的人物，性格現實無情，詭計多端。為求目的，不擇手段。在追擊輝龍及鋼丸時，指示下屬以封印炮制約鋼丸行動。最後由於對真紅主與輝龍交手，久久未分勝負，亟欲立功的序武留，再命令部下對兩人進行不分敵我的炮擊。此舉卻令真紅主一怒之下背叛，更向序武留隊反撲，模型說明書中，未有交代去向。神田漫畫中，被號斗丸所殺。
- 毒蛇頑駄無（GF13-030NIN Cobra Gundam）

單行本獨有角色，指示手下真紅主追殺號斗丸。
- 武者曼陀羅（GF13-044NNP Mandala Gundam）

單行本獨有角色，半人半大鐘的武者，下半身的大鐘，既可發出將金醜震碎的音波，亦可利用大鐘內藏推進器，進行高速撞擊。最後被鷺主大破，爆炸後剩下的頭部啟動自爆裝置戰死。
野武志（JMS71 Nobusshi）
魔星軍團雜兵，與武志一樣擁有極多類似同伴。除了一般戰鬥，亦會使用「封印炮」，令對手不能動彈。
下忍 悪魅（Death Army）
魔星的闇之僕人，擁有極多類似同伴，可以透過更換裝備，分別變成空中戰用的下忍 羽兵（Death Birdie）和水中戰用的下忍 鮎尾（Death Navy）。

## 用語解說
炎水境地
即「鬥志激昂如炎，內心明澄如水」。號斗丸在飛驅鳥（武零斗鎧甲版）的提示下，領悟爆流把炎水之珠交給自己的意義，並學會新必殺技「鳳炎水凰斬」。
炎水之珠
爆流頑馱無專用裝備，擁有火及水之力量，內含各類知識及戰術。
（原為神田正宏漫畫版劇情，在BB情報局再列明此事，視為正史）
至於爆流將炎水之珠託付後，會否力量大減，故事並無明言。不過可以推想，爆流主要武器，都是機械為主，絕技更是與水、火屬性無關、屬於風屬性的「爆狼疾風拳」。雖然他有兩把刀「爆炎劍」「水流刀」，然而並非用作使用絕技。大概是爆流自己亦覺得自己未必用得上，因此才將它託付了號斗丸，希望將其隱藏的力量發揮出來。
天空武人
SD戰國傳中，等同「天神」的角色。一直只見其名，不見其人。
擁有「機動天空城」、「機動武神」、「機動武者」等超越地上技術的武器。
魔界之門
位處天宮首都「破惡民我夢之街」地底，連接魔界，只要門扉一打開，魔物橫行，取得天下就輕而易舉。
「超機動大將軍篇」尾聲，被魔星首次打開，妖怪空群而出。最後魔星被打敗，魔界之門亦再次被封印。然而，魔界之門開啟之機，「七人超將軍篇」中被消滅的闇魔神，亦趁機重返人間，更附身於巫女御麗身上，成為「魔將邪麗」。十五年後更以「百鬼夜行眾」，再次向頑馱無軍團宣戰。
自從魔星發現其所在，打開魔界之門，往後就成為眾多魔頭稱霸天下必做之事。
鐵機武者
人造機械武者。由「機械一門」出身、「七人超將軍」之一爆流頑馱無，在戰場上，親眼目睹「機動武者大鋼」戰力不凡，於是在戰後，決定根據大鋼，製作擁有同類機能，但體型類近一般武者、擁有自我意志的人造武者。
最後，歷史上首部人造武者、零號機「鐵機武者·爆進丸」製作完成。雖然爆進丸，由於主宰意志的「鐵機心得」無法成功模擬自我人格，因而暫時置於倉庫中。不過「鐵機武者」一名，日後成為所有人造武者統稱。爆進丸機體設計，亦為一號機「鋼丸」所繼承。
與爆進丸不同，鋼丸在人格設定上，已與普通武者無異。不過，一旦被觸怒，「金剛鐵機武者型態」啟動後，就會進入暴走狀態，失去自我意識。
鋼丸、爆進丸後，「機械一門」技術飛躍發展，令鐵機體型再小型化，只要簡單結構，便能完成變形效果。然而，思考回路仍用上卷軸「鐵機心得」，致使百多年後，魔刃頑馱無以調換「惡之鐵機心得」的方法，引發「鐵機武者之亂」。（詳見SD戰國傳 刀霸大將軍篇）
俄雲亂土
名稱「ガウンラント」，來自「機動戰士V高達」中的戰艦「亞歷山大級．高蘭德」（Alexandria-class heavy cruiser Gaunland）。
麥哲倫大陸
「G-ARMS」故事發生的國家。科技先進發達，有人類及機械戰士共存，部份人物由「宇宙世紀」機體改造而成。代表人物有「司令高達」、「隊長高達」、以及昔日被落雷擊中，後來暫時成為天宮武者「頑星刃」的「GUNSABER」。
同時亦為真紅主故鄉。
拉古羅亞（勒克羅亞）
「騎士高達」所屬的國家，曾面對魔王捷古自護威脅，後來魔王被因落雷而轉移到拉古羅亞、一分為二成為騎士高達及煞旦高達的真惡參，化成「超越之龍」（Superior Dragon）所打敗，天下再度和平。「拉古羅亞」為騎士高達及其餘四位勇者所屬國家，號「拉古羅亞騎士團」。
後來王子皇騎士，復興故國，即位成「帝皇高達二世」（King Gundam II）。鷺主的「白鷺之劍」亦是由他所賜予。（同時參考SD高達外傳 圓桌騎士編）
Gunlander
「魔封之聖劍」的舞台。遙遠的大陸「Gundora」，以龍為守護神的戰士。特點是以牙、角為裝飾。
在冒流刀出現時，該國已經滅亡。
神器
天鎧王賜予「鬥霸五人眾」的鎧甲，其中「風林火山」四件裝備的真紅主、鷺主、輝龍及冒流刀，後來成為「新生四天王」。
石化之術
魔星用以石化飛驅鳥，以達至「挾大將軍以令諸侯」之目的。不過石化之術只封印鎧甲（迦樓羅鳳凰），未有將飛驅鳥完全封印，致令武零斗得以拯救之。
武零斗忍軍
隱密副將軍（烈破）之子、武零斗所建立的忍者軍團。猶如「影子」一般守護頑馱無軍團。首領為創建人武零斗，手下有擅用曲刀的彗心頑馱無、以及有「雷姬」之稱、暗戀武零斗的女弓手彗蓮頑馱無。（兩人在故事中少有出現，主要活躍於PS遊戲「機動武者大戰」。）

## 其他資料
超機動大將軍編與新SD 高達外傳 黃金神話是同年推出的作品，而兩部作品亦有相若共通點﹕
- 「撲克同盟」同樣在作品中成為主要角色。
- 影高達同樣作為支援主角的人物
- 黃金鎧甲在兩作都有出現，由某人擁有，再讓五人眾強化
- 兩作都有涉及人間界與神明共同對抗邪惡的情節
- 黃金神超越之龍，與超機動大將軍與號斗丸的合體方式相似

## 模型列表
（）內為模型首次推出年月份
1. BB戰士141號　武者號斗丸（1995年2月）
2. BB戰士142號　鋼機武者鋼丸（1995年3月）
3. BB戰士143號　輝龍頑駄無（1995年4月）
4. BB戰士144號　武者真紅主（1995年4月）
5. BB戰士145號　武者鷺主（1995年5月）
6. BB戰士146號　武者冒流刀（1995年6月）
7. BB戰士147號　機動武神天鎧王（1995年7月）
8. BB戰士150號　魔星大將軍（1995年8月）
9. BB戰士151號　武零斗頑駄無（1995年9月）
10. BB戰士152號　羽荒斗頑駄無（1995年10月）
11. BB戰士153號　超機動大將軍（1995年11月）

## 資料來源
1. 模型說明書 SD GUNDAM BB戰士 《超機動大將軍》（BANDAI）
2. 模型附錄小冊子 《BB 情報局DELUX》（BANDAI）
3. 漫畫《新SD戰國傳·超機動大將軍篇》（全套3卷），神田正宏著（日：講談社；港：正文社）
4. 書籍《SD高達目錄 SD世界編》（Hobby Japan）
5. 書籍《SD高達編年史 SD戰國傳武者英雄譚》（講談社）

## 相關連結
SD戰國傳系列

## 外部連結
GUNDAM PERFECT WEB （页面存档备份，存于）